# Ricochet (lutador)
Trevor Mann (Paducah, 11 de outubro de 1988), é um lutador de wrestling profissional estadunidense. Ele atualmente trabalha para a AEW sob o nome de ringue Ricochet.
Anteriormente, lutava pela empresa norte-americana Dragon Gate USA e sua afiliada japonesa, Dragon Gate, onde foi membro do grupo WORLD-1 International em ambas as federações, além de ter feito aparições esporádicas na Pro Wrestling Guerrilla e na Evolve. Durante sua atuação pela Chikara, Ricochet lutou sob uma máscara, e ficou conhecido pelo nome Helios.
Ricochet também trabalhou para a New Japan Pro-Wrestling, onde foi IWGP Junior Heavyweight Tag Team Champion por 2 ocasiões junto com a Matt Sydal. Ele também trabalhava para a Lucha Underground como Prince Puma, onde foi o primeiro Lucha Underground Champion.

## Carreira
Após fazer sua estreia em 11 de outubro de 2003 sob o nome de Ricochet, Mann começou a competir imediatamente no circuito independente até fazer parte de seu primeiro grande evento, em 6 de fevereiro de 2006, na Insanity Pro Wrestling, durante o evento Sacrifice, onde ele participou de uma 5-man elimination match também envolvendo seu futuro grande rival Chuck Taylor, DieHard, Tony Galloway e Ty Blade. Ricochet foi até o final do combate, antes de ser derrotado por Taylor. Poucas semanas depois, em 18 de fevereiro, Ricochet participou de sua primeira grande luta por título, onde ele, Chuck Taylor, Jeff Jameson, Brian Sterling e Cabana Man Dan fizeram parte de outra 5-Man Elimination Match, desta vez na Independent Wrestling Association Mid-South, durante o evento Xtreme Warfare pelo vago Deep South Heavyweight Championship, a qual Cabana Man Dan venceu.
Alguns meses depois, durante o evento We're No Joke! da IWA Mid-South's em 1 de abril, Ricochet fez parte de uma Tables, Ladders, and Chairs match junto com outros nove homens para determinar o desafiante n° 1 pelo Light Heavyweight Championship, a qual foi vencida por Darin Corbin. Neste evento, porém, Ricochet roubou a cena ao aplicar um dos maiores spots da empresa, ao aplicar o seu golpe de finalização, o  double rotation moonsault, de cima de uma escada em cima de todos os seus oponentes. No mesmo dia, Ricochet ainda competiu pela Insanity Pro Wrestling, no evento Mischief, Mayhem and Revenge, onde ele perdeu para Taylor em uma luta com o Junior Heavyweight Championship em jogo.

### Evolve e Dragon Gate USA (2010–2018)
Em 16 de janeiro de 2010, Ricochet fez sua estreia pela Evolve durante o show de estreia da empresa, Evolve 1: Ibushi vs Richards conquistando uma vitória contra Arik Cannon. No entanto, Ricochet veio a ser derrotado no dia 13 de março do mesmo ano no Evolve 2: Hero vs Hidaka para Chuck Taylor e novamente em 1 de maio, via contagem, no Evolve 3: Rise Or Fall para Johnny Gargano. Após ser derrotado por Drake Younger em uma four-way match em 23 de julho, Ricochet finalmente deixou de ser jobber em 11 de setembro, ao derrotar Kyle O'Reilly.
Em 24 de julho de 2010, Ricochet fez sua estreia pela Dragon Gate USA durante o Enter the Dragon 2010, sendo derrotado por Chuck Taylor em uma four–way match, que também incluiu Arik Cannon e Adam Cole. No evento seguinte, em 25 de setembro, Ricochet fez dupla com CIMA para derrotar Speed Muscle (Masato Yoshino e Naruki Doi) em uma luta de duplas. Após a luta, CIMA deu a Ricochet uma chance na stable Warriors International. No dia seguinte, Ricochet derrotou Gran Akuma em uma luta simples. Em 29 de outubro, no evento Bushido: Code of the Warrior, Ricochet lutou em uma four–way match, a qual foi vencida por Chuck Taylor e também incluiu Arik Cannon e Johnny Gargano. No dia seguinte, nas gravações do Freedom Fight 2010, Ricochet fez trio com os membros de sua stable, Genki Horiguchi e Austin Aries em uma six man tag team match, onde eles foram derrotados pela Ronin (Chuck Taylor, Johnny Gargano e Rich Swann).
Quando a Dragon Gate USA retornou em 29 de janeiro de 2011, Ricochet agora começou a representar a stable heel Blood Warriors e fez dupla com seu parceiro Naruki Doi em um desafio para determinar os primeiros Open the United Gate Champions. Na primeira luta do campeonato, Ricochet e Doi foram derrotados por Chuck Taylor e Johnny Gargano, representantes da Ronin. No dia seguinte, Ricochet e Doi foram derrotados no evento principal da noite por Masato Yoshino e PAC, membros da World-1. Em 2 de abril, no Mercury Rising 2011, Ricochet, CIMA e Naruki Doi derrotaram Ronin (Chuck Taylor, Johnny Gargano e Rich Swann) em uma 6-man tag team match no evento principal. Durante a luta, Ricochet acabou sofrendo uma lesão no tornozelo, a qual forçou ele a se ausentar da luta no dia seguinte pelo Open the United Gate Championship.
Em 11 de setembro, durante o Way of the Ronin 2011, Ricochet e CIMA derrotaram Masato Yoshino e PAC para conquistarem o Open the United Gate Championship em uma luta, onde o Open the Twin Gate Championship também estava em jogo. Após uma fusão entre a Evolve e a Dragon Gate USA, Ricochet foi parte do sub-main event na última luta de wrestling profissional na Asylum Arena, onde ele não conseguiu derrotar Johnny Gargano pelo DGUSA Open the Freedom Gate Championship em 14 de janeiro de 2012. Em 30 de março, Ricochet e CIMA foram forçados a deixarem vago o Open the United Gate Championship, após CIMA ter sido diagnosticado com uma lesão no pescoço. No evento principal daquela noite, Ricochet fez dupla com Masato Yoshino para derrotar Chuck Taylor e Ricochet assim reconquistando o Open the United Gate Championship. Em 21 de junho, Ricochet e Yoshino acabaram perdendo o título pelo fato de Yoshino não poder participar dos eventos da empresa no mês seguinte.

### Pro Wrestling Guerrilla (2010–2018)
Em 5 de setembro de 2010, Ricochet fez a sua estreia pela promoção Pro Wrestling Guerrilla, localizada na Califórnia do Sul, perdendo para Claudio Castagnoli na primeira fase do Battle of Los Angeles 2010, onde sua atuação foi chamada de uma "star making performance". No próximo dia, Ricochet participou de uma six man tag team match, onde ele, Johnny Goodtime e Rocky Romero foram derrotados por Brian Cage, Chuck Taylor e Ryan Taylor, quando Ricochet sofreu o pin de seu velho rival, Chuck Taylor. No evento seguinte em 9 de outubro, Ricochet conseguiu uma grande vitória em cima do PWG World Tag Team Champion El Generico, porém ficou inativo por vários meses após a vitória. Ricochet retornou para a PWG em 9 de abril de 2011, onde ele apareceu no lugar de Paul London, que acabou sendo incapaz de participar do evento, e fez dupla com El Generico, onde eles perderam o PWG World Tag Team Championship para os The Young Bucks (Matt e Nick Jackson). Apesar de El Generico ter colocado a culpa de derrota em Ricochet, os dois fizeram uma dupla em 27 de maio no All Star Weekend 8, onde foram derrotados pela Nightmare Violence Connection (Akira Tozawa e Kevin Steen).
Ricochet retornou para a PWG em 29 de janeiro de 2012, fazendo dupla com CIMA em uma luta onde eles foram derrotados pelos RockNES Monsters (Johnny Goodtime e Johnny Yuma). Ricochet só lutou novamente em 25 de maio, onde foi derrotado por El Generico em uma grudge match. Em 1 de setembro, Ricochet entrou no Battle of Los Angeles 2012 derrotando o PWG World Champion Kevin Steen in na primeira luta, após distração do rival dele, Brian Cage. No dia seguinte, Ricochet derrotou Roderick Strong nas quartas-de-final, antes de ser derrotado por Michael Elgin nas semifinais do torneio. Ricochet é tratado como um jobber de luxo na PWG.

### Dragon Gate (2010–2018)
Apesar de estar trabalhando na Dragon Gate USA, Ricochet fez sua primeira turnê no Japão com a empresa irmã, a Dragon Gate, fazendo sua estreia em 10 de dezembro de 2010, em Toyama, onde ele fez trio com CIMA e Masaaki Mochizuki em uma six tag team match, onde foram derrotados por Gamma, Kzy e Naruki Doi. Sua primeira turnê encerrou em 26 de dezembro, quando ele, CIMA e Dragon Kid derrotaram Naoki Tanisaki, Takuya Sugawara e Yasushi Kanda em Fukuoka no Final Gate 2010 para conquistarem o Dragon Gate Open the Triangle Gate Championship. Ricochet tornou-se em 14 de janeiro de 2011, quando ele, juntamente com toda a Warriors, atacaram Masato Yoshino e a World–1, e juntaram forças com o grupo de Naruki Doi. Em 18 de janeiro, este novo grupo recebeu o nome de Blood Warriors.
Em 10 de fevereiro, CIMA, Naruki Doi e Gamma derrotaram os representantes da World-1 Masato Yoshino, BxB Hulk e Susumu Yokosuka em uma six man tag team match e como resultado, PAC foi forçado a sair da World–1 e se juntar a Blood Warriors. No entanto, Ricochet ficou descontente com o fato de PAC se dizer como o maior high flyer da empresa, e instantaneamente o desafiou pelo Open the Brave Gate Championship. A luta entre PAC e Ricochet foi realizada em 1 de março e acabou com Ricochet perdendo novamente, e PAC retendo seu cinturão. Em 15 de maio, o resto da Blood Warriors fez um turn em Dragon Kid e o expulsou do grupo, porém ele acabou perdendo o Open the Triangle Gate Championship junto com Ricochet e CIMA. Como resultado, o cinturão foi declarado vago. Em 17 de julho, Ricochet e CIMA derrotaram Dragon Kid e Pac do grupo rival Junction Three para conquistarem o Open the Twin Gate Championship. Em 19 de novembro, Ricochet derrotou PAC pelo Open the Brave Gate Championship. Após uma terceira defesa do Open the Twin Gate Championship bem-sucedida, em 30 de novembro, Ricochet e CIMA deixaram vago o título após Ricochet ordenar para eles se concentrarem em defender o Open the Brave Gate Championship e CIMA escolheu se concentrar no Open the Dream Gate Championship.
Em 19 de janeiro de 2012, Akira Tozawa tornou-se o líder da Blood Warriors, expulsando CIMA para fora do grupo. Após Ricochet continuar com a dupla com CIMA in na Dragon Gate USA, foi anunciado em 9 de fevereiro que ele também havia sido expulso da Blood Warriors. Em 4 de março, Ricochet e CIMA decidiram se separar, com Ricochet entrando para a stable World-1 International e CIMA revivendo a Veteran Army. Em 6 de maio, Ricochet perdeu o Open the Brave Gate Championship para Dragon Kid na quarta defesa dele.

### New Japan Pro Wrestling (2013-2018)
Em 3 de maio de 2013, a New Japan Pro Wrestling anunciou Ricochet como participante 2013 Melhor do torneio Super Junior. Ele fez sua estréia para a promoção em 22 de maio, em parceria com Kenny Omega em um combate de tag team, onde eles derrotaram Suzuki-gun (Taichi e Taka Michinoku). na parte round-robin do torneio, que decorreu de 24 de maio a 6 de junho de Ricochet conseguiu ganhar cinco de seus oito combates com uma derrota contra Alex Shelley em 6 de junho, o que lhe custou uma vaga nas semifinais.
Ricochet voltou a participar de 2014. Melhor do torneio Super Junior em 30 de Maio,  desta vez  avançou para as semifinais, depois de terminar em segundo no seu bloco com um recorde de cinco vitórias e duas derrotas. Em 08 de junho , Ricochet derrotado primeira Ryusuke Taguchi nas semifinais e depois Kushida na final para ganhar o 2014 Melhor dos Super Junior e se tornar o candidato número um para o Campeonato IWGP Júnior Heavyweight. com a vitória, Ricochet se tornou a pessoa mais jovem a ganhar o torneio e o segundo americano a fazê-lo. em 21 de junho, no Dominion 6,21, Ricochet desafiou sem sucesso Kota Ibushi para o Campeonato IWGP Júnior Heavyweight.
Em 3 de julho de 2015, Ricochet fez um retorno surpresa para NJPW, desafiando o vencedor da luta pelo IWGP Júnior Heavyweight Championship entre Kenny Omega e Kushida, programada para acontecer dois dias mais tarde. Ricochet recebeu sua chance pelo titulo em 16 de agosto, mas foi derrotado por Kushida.  Ricochet voltou a NJPW em 24 de outubro, quando ele e Matt Sydal entraram na 2015 Super Jr. Tag Tournament, derrotando o Time Splitters (Alex Shelley e Kushida) em sua primeira partida rodada .  em 1º de novembro, Ricochet e Sydal derrotado os The Young Bucks para avançar para as finais do torneio. em 7 de novembro no Power Struggle, Ricochet e Sydal derrotaram  Roppongi Vice (Baretta & Rocky Romero) na final para ganhar o 2015 Super Jr. Tag Tournament.  em 04 de janeiro de 2016, pelo Prêmio Unido 10 no Tokyo Dome, Ricochet e Sydal participaram de um four-way match  IWGP Junior Heavyweight Tag Team , mas foram derrotados por os The Young Bucks. em 11 de fevereiro no The New Beginning em Osaka, Ricochet e Sydal derrotaram os The Young Bucks e reDRagon (Bobby Fish and Kyle O'Reilly) em uma three-way match para se tornar os novos Tag Team IWGP Júnior Heavyweight Champions.

### Lucha Underground (2014-2018)
Em setembro de 2014, foi relatado que Ricochet tinha assinado com nova série de televisão da  El Rey network's, Lucha Underground. Ele assumiu uma gimmick mascarada pelo nome de Prince Puma. Puma lutou no evento principal do episódio da estreia da Lucha Underground em 29 de outubro, perdendo para Johnny Mundo. No 07 de janeiro de 2015, episódio (gravado 05 de outubro de 2014), Puma derrotou 19 outros lutadores para vencer a The Aztec Warfare battle royal e se tornar o campeão inaugural do Lucha Underground Championship. Puma fez sua primeira defesa televisionada do Lucha Underground Championship no dia 14 de janeiro de 2015, episódio do Lucha Underground contra a Fénix. Puma, em seguida, entrou em uma rivalidade com  Cage, o que levou a um combate pelo título entre os dois no episódio de 25 de março, onde Puma manteve o seu título. Em 19 de abril, no Ultima Lucha, Lucha Underground temporada final, Puma perdeu para Mil Muertes.

### WWE (2018-presente)
Em 16 de Janeiro de 2018, a WWE anunciou a contratação de Ricochet.

## No wrestling
- Finishers
- .As Prince Puma
  - 630° senton[124][125][126]
  - Vertigo (Inverted facelock lifted and dropped into a sitout scoop slam piledriver)[128]

- - Como Ricochet
    - 630° senton[2][47][48]
    - Chocolate Rain (Diving double knee drop em um oponente em pé)[47][48]
    - Double rotation moonsault[1][48]
    - Shooting star press[34][49]

  - Como Helios
    - 630° senton[47]
    - Heliocentricity (shooting star press correndo ou em pé)[1][47]
    - The Sky is Falling (Diving double knee drop em um oponente em pé)[1][47]

- Movimentos secundários
  - Como Ricochet
    - Rickrack (Jumping reverse bulldog)[50]

  - Como Helios
    - Burning Screwdriver (Cobra clutch backbreaker seguindo de um spin-out cobra clutch slam)[47]

  - Backslide Driver (Jumping backslide transicionado em um Piledriver)[47]
  - Cannonball[47]
  - Corkscrew 450° splash[48]
  - Corner backflip kick[2][47][48]
  - Over the top rope no-handed corkscrew moonsault plancha[47]
  - Spinning wheel kick[47]
  - Springboard moonsault[47]
  - Tornado DDT[1][47]

- Alcunhas
  - "The High Flying Ace and Aerial Wonder"[47]
  - "The Future of Flight"[47]

- Temas de entrada
  - "Bricks" de Rise Against[51]
  - "F.C.P.R.E.M.I.X." de The Fall of Troy[51]
  - "Mouth for War" de Pantera[51]
  - "Ready to Fall" de Rise Against[51]
  - "Wave of Mutilation" de Pixies[51]
  - "Boom Boom" de Chayanne[51]

## Títulos e prêmios
- Chikara
  - Young Lions Cup V (1 vez)[52]

- Dragon Gate
  - Dragon Gate Open the Brave Gate Championship (1 vez)[42]
  - Dragon Gate Open the Triangle Gate Championship (1 vez) – com CIMA e Dragon Kid[36]
  - Dragon Gate Open the Twin Gate Championship (2 vezes) – com CIMA[41] e Naruki Doi
  - Dragon Gate Open the Dream Gate Championship (1 vez)
  - King of Gate (2013)

- Dragon Gate USA

### DGUSA Open the United Gate Championship(2 vezes) – com CIMA (1) eMasato Yoshino(1)[22][24]
- - DGUSA Open the Freedom Gate Championship (1 vez)

- Insanity Pro Wrestling
  - IPW Junior Heavyweight Championship (1 vez)[53]
  - IPW Super Junior Heavyweight Tournament (2010)

- Pro Wrestling Illustrated
  - PWI o colocou como #16 na lista dos 500 melhores wrestlers de 2015[54]

- Wrestling Observer Newsletter
  - Melhor Lutador Aéreo (2011, 2014, 2015)[55]
  - Melhor Movimento de Wrestling (2010-2011) Double Rotation Moonsault[56][55]
- WWE NXT
  - NXT North American Championship (1 vez)

- WWE
  - WWE United States Championship (1 vez)
  - WWE Intercontinental Championship (1 vez)